# Brassolis isthmia
Brassolis isthmia är en fjärilsart som beskrevs av Bates 1864. Brassolis isthmia ingår i släktet Brassolis och familjen praktfjärilar. Inga underarter finns listade i Catalogue of Life.